# Roger Williamson
Roger Williamson (n. 2 februarie 1948 – d. 29 iulie 1973) a fost un pilot englez de Formula 1 care a evoluat în Campionatul Mondial în sezonul 1973. A murit în timpul Marelui Premiu al Olandei din 1973 care a avut loc pe circuitul Zandvoort.

## Biografie
Roger Williamson s-a născut la Ashby-de-la-Zouch, Leicestershire. A câștigat compionatul de Formula 3 in 1971 si 1972. In 1973 el a evoluat la echipa de Formula 1  "March Engineering". Initial a făcut teste pentru echipa de Formula 1 BRM.